# Cena Roswithy Haftmannové

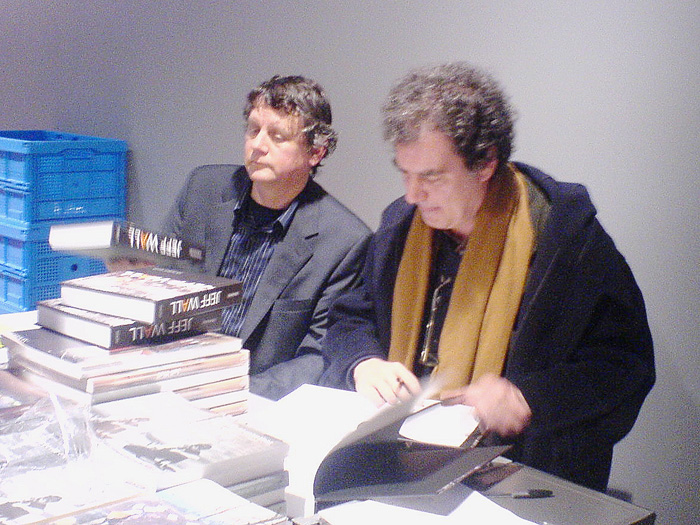
Jeff Wall (vlevo) získal cenu v roce 2003

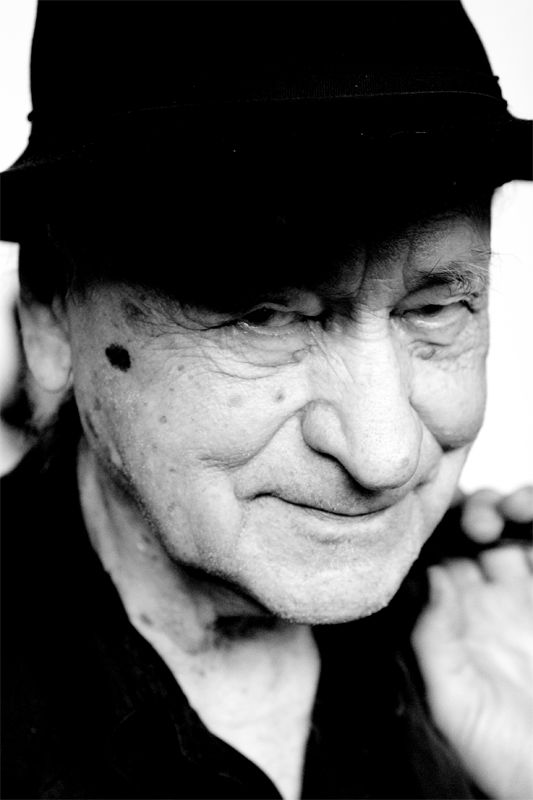
Jonas Mekas dostal speciální cenu v roce 2007

Cena Roswithy Haftmannové (německy Roswitha Haftmann-Preis) je umělecké ocenění založené v roce 2001 ve Švýcarsku.

## Historie
Cenu uděluje každoročně od roku 2001 na počest Roswithy Haftmannové (1924–1998) stejnojmenná nadace. Ocenění získá "žijící umělec, který zrealizoval důležitou práci." Cena je dotována ve výši 150 000 švýcarských franků (asi 120 000 €).

## Seznam vítězů
Podle zdroje:
- 2001: Walter De Maria
- 2002: Maria Lassnig
- 2003: Jeff Wall
- 2004: Mona Hatoum
- 2005: Robert Ryman
- 2006: Peter Fischli a David Weiss

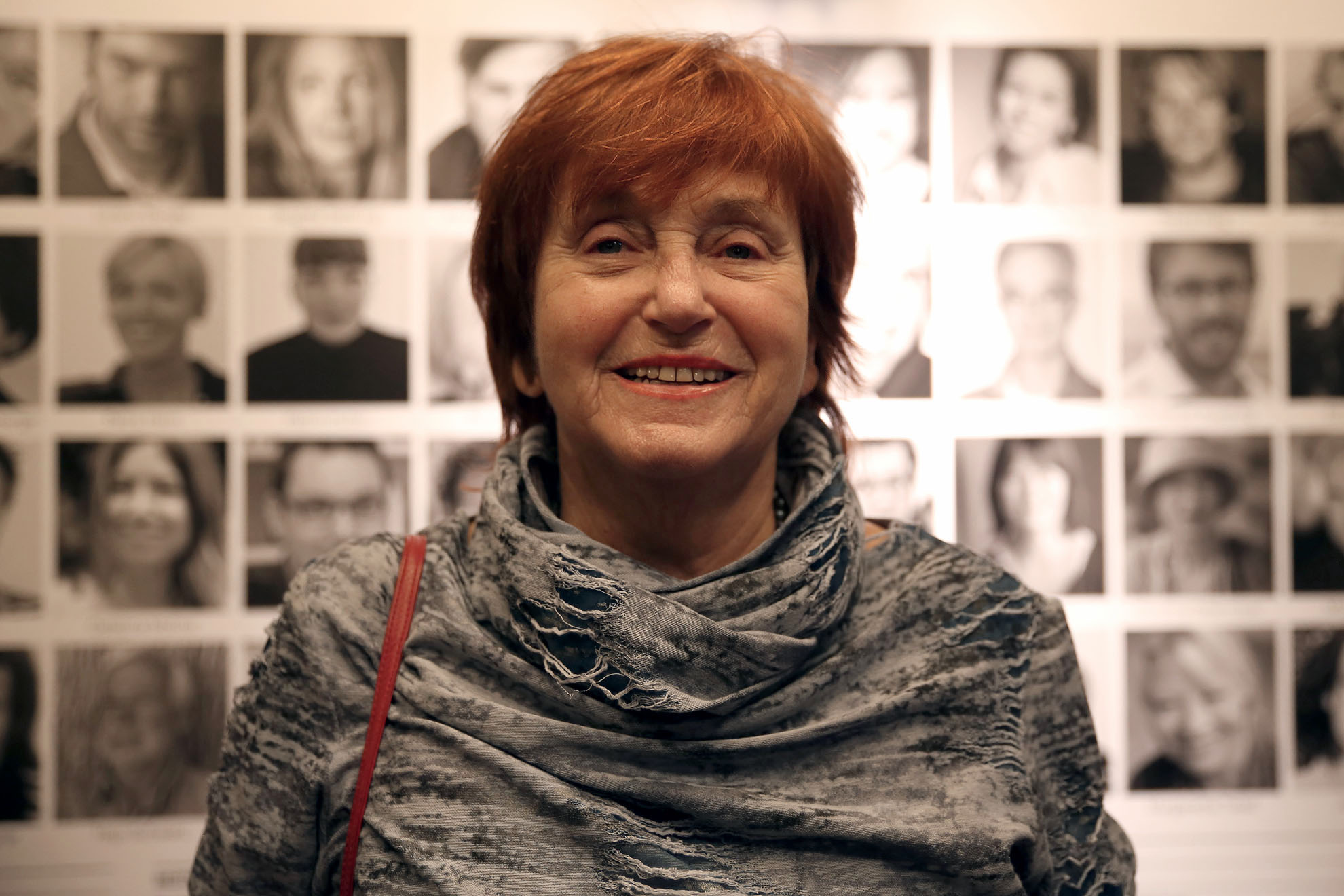
Cenu Roswithy Haftmann 2019 získala Valie Export

- 2007: Richard Artschwager, speciální cena - Jonas Mekas
- 2008: Douglas Gordon
- 2009: Vija Celmins
- 2010: Sigmar Polke
- 2011: Carl André, speciální cena - Trisha Brown
- 2012: Cindy Sherman[2], speciální cena - Harun Farocki
- 2013: Pierre Huyghe
- 2014: Rosemarie Trockel[3], speciální cena - Robert Frank[3]
- 2015: Lawrence Weiner[4]
- 2016: Heimo Zobernig
- 2017: Hans Haacke
- 2018: Michelangelo Pistoletto
- 2019: Valie Export
- 2021: Gülsün Karamustafa[5]
- 2023: Cildo Meireles[6]
- 2024: Zarina Bhimji (* 1963), ugandsko-indická fotografka, žijící v Londýně